# Sécurité parisienne
Sécurité parisienne est un réseau de la Résistance intérieure française durant la Seconde Guerre mondiale. Il est le seul réseau de résistance intrinsèquement lié au régiment de sapeurs-pompiers de Paris.
Fondé au tout début de l’année 1942 par le capitaine Frédéric Curie, dit « Chanal » dans la Résistance, autour d’un noyau composé de quelques officiers du Régiment, Sécurité parisienne sera officiellement baptisé en janvier 1944.
Le nom du groupe reprend les initiales des sapeurs-pompiers et de leur devise : « Sauver ou Périr ».
Par le biais du recrutement interne, Sécurité parisienne prendra rapidement de l’ampleur. Il sera composé d’officiers, de sous-officiers et de sapeurs. Il comptera durant les journées de la Libération de Paris 653 hommes répartis en six compagnies et une compagnie de commandement.
Le 20 août 1944, Charles Luizet, tout nouveau préfet de police de Paris, demanda aux chefs de Sécurité parisienne de prendre le commandement du Régiment. Le commandant Charles Camus, promu lieutenant-colonel, deviendra le chef de corps et le capitaine Frédéric Curie, promu chef de bataillon, fut son adjoint.
Sécurité parisienne fait partie des forces gouvernementales chargées de préparer la mise en place du Gouvernement provisoire de la République française du général de Gaulle et composées de gardes républicains, de gendarmes et de sapeurs-pompiers.

## Historique

Caserne Château-Landon

Sécurité parisienne a été créée par Frédéric Curie, alors capitaine à la 22e compagnie (Vitry-sur-Seine) du Régiment de sapeurs-pompiers de Paris au tout début de l’année 1942. Frédéric Curie, issu de Saint-Maixent, était entré au régiment, sur sa demande, le 1er février 1934.
Nommé tout d’abord à la caserne de Château-Landon, tout près de la gare de l’Est, il effectue ensuite quelques mois à la caserne de Drancy. Le 1er septembre 1939, il s’installe à la 4e compagnie (Vieux-Colombier) dans la rue du même nom à un jet de pierre de l’église Saint-Sulpice. Il est l’adjoint du commandant de compagnie.
En compagnie de son chef, le capitaine Lucien Sarniguet, il va mettre sur pied une technique visant à doter de faux papiers des prisonniers évadés des camps ou des colonnes de prisonniers en raison du désordre du moment. Dénoncés, les deux hommes seront arrêtés par les Allemands le 23 août 1940 et condamné le 8 octobre 1940 par un tribunal militaire allemand « au nom du peuple allemand » pour « falsifications de passeports et sabotage des conventions de l’armistice ».
Frédéric Curie purgera 15 mois de prison à Fresnes, Troyes et au fort d'Hauteville, près de Dijon. Sitôt sa sortie de prison le 6 décembre 1941, il mettra sur pied Sécurité parisienne, en commençant le recrutement en janvier 1942.

## Les actions

### Pendant l’Occupation
La première des missions du groupe était bien sûr la recherche, la centralisation et la transmission de renseignements. Effets des bombardements, objectifs à détruire et manière d’y parvenir arrivèrent à Londres. Les plans des aérodromes, des gares de triage, des centrales et transformateurs électriques, des lignes téléphoniques souterraines importantes furent relevés et des photographies de bombardements furent prises
La seconde mission consistait au sabotage de l’extinction des incendies touchant des intérêts allemands et ce, chaque fois que cela a été possible comme lors du sinistre de « L’Organisation Todt ». Même chose vers le 15 août où les itinéraires allemands, détruits ou modifiés, provoquèrent à Choisy-le-Roy, un embouteillage de convois qui dura toute une nuit.

#### Le ravitaillement des maquis
Le groupe fit également des transports d’armes à l’intérieur de Paris au profit de maquis des « forces gouvernementales » près de Nemours. Ces maquis rassemblaient en 1944 entre 4 000 et 5 000 hommes. Ils sont commandés par Paul Delouvrier et ont pour mission de d’emmener le général de Gaulle à Paris dans le cas où la 2e DB ne pourrait le faire.
Le sergent-chef Maurice Lemaire de Sécurité parisienne ira ravitailler ces maquis avec une camionnette chargée de fûts d’essence prélevés sur le stock du quartier Dupleix. Des vivres et des couvertures, prises à des miliciens, bénéficièrent aux mêmes maquis

### Pendant la semaine de lalibération de Paris

#### La prise de commandement du 20 août 1944
Durant la semaine de la libération de Paris, les sections clandestines de Sécurité parisienne sont opérationnelles mais les actions de résistance ne doivent pas éloigner des missions traditionnelles des sapeurs-pompiers de Paris.
Le 20 août 1944, sur ordre du préfet Charles Luizet, préfet de police de Paris et chef des Forces Gouvernementales, Sécurité parisienne prend la tête du régiment de sapeurs-pompiers de Paris.
En voici le rapport établi par le capitaine Sarniguet, qui n’a jamais fait partie de Sécurité parisienne, en date du dimanche 20 août 1944 : « 10 h rassemblement à Dupleix des sections de combats. 10 h 15, arrivée du commandant Camus qui vient à mon bureau faire coudre ses galons de Lieutenant-colonel. Commandant Curie, tenue déjà galonnée, s’affaire pour donner les derniers ordres à exécuter pour la prise du Quartier Central (…) Les brassard sont sortis et tamponnés pour ceux qui n’avaient pas le cachet officiel du régiment. Curie est l’animateur, Camus parle de l’opération (…) 11 h 50 prise de commandement du Régiment par le lieutenant-colonel Camus qui dans un exposé très court fait un récit de la situation. J’ai rencontré Curie qui m’a fait part de ses intentions. C’est lui qui a fourni le plus gros travail et a risqué sa vie plusieurs fois pour mener à bien la tâche entreprise (…) ».
À la même date, 20 août 1944, le colonel Teissier de Marguerittes, dit colonel Lizé, commandant des Forces françaises de l'intérieur (FFI) du département de la Seine, atteste : « Le Groupement de Résistance du Régiment de Sapeurs-Pompiers de Paris dit « Sécurité parisienne » constitué en janvier 1944, rattaché aux Forces Gouvernementales, fait partie intégrante des Forces Françaises de l’Intérieur ».

#### Les brassards et les insignes
Les brassards des sapeurs-pompiers appartenant à Sécurité parisienne avaient été confectionnés par les sœurs de Notre-Dame de la Miséricorde de Vitry-sur-Seine, ville où était basé le poste de commandement de la 22e compagnie ainsi que par l’épouse du chef de corps du Centre de Secours de Maison-Alfort et le sapeur Bottin.
Composés d’une bande d’étoffe tricolore, les brassards portaient en leur centre une croix de Lorraine. De chaque côté de celle-ci, étaient imprimées les lettres S et P, pour « Sécurité parisienne ». Le tampon du réseau était appliqué ainsi qu’un numéro à quatre chiffres. Celui des milliers désignait la compagnie clandestine, celui des centaines, la section, celui des dizaines, le groupe et enfin les unités désignait le résistant.
Ces brassards n’ont été distribués, pour des raisons évidentes de sécurité, que le 20 août 1944 au matin, lors de la prise du commandement du régiment par le lieutenant-colonel Camus et le chef de bataillon Curie.
Quant à l’insigne d’honneur, il ne fut distribué qu’un mois plus tard. C’est un module rond d’environ 2,5 cm de diamètre. Sur le pourtour doré est inscrit : « Sécurité parisienne – Sapeurs-pompiers de Paris ». Sur fond bleu et rouge, une croix de Lorraine dorée est enchâssée dans un « V » blanc. Chaque insigne est numéroté en chiffre arabe pour les sapeurs et les sous-officiers et en chiffres romains pour les officiers. Frédéric Curie disposait de l’insigne « I ».

#### Les actions de Sécurité parisienne
Du 19 au 26 août 1944, les missions de Sécurité parisienne furent : liaisons avec la préfecture de police, transmissions de renseignements, captage de messages allemands, ravitaillement en armes, en munitions et en explosifs de la préfecture de police, participation directes à la bataille par la mise à disposition de chefs FFI, nettoyage des toits à partir du 25 août, liaisons avec les alliés dont l'état-major d'Eisenhower, du général de Gaulle et de Leclerc et déploiement sous l'arc de Triomphe du premier drapeau tricolore. Sans oublier la sécurisation de la descente des Champs-Élysées par le général de Gaulle le 26 août 1944.
Les sapeurs-pompiers de Sécurité parisienne relevèrent également, sur l’ordre du commandant Curie, les points stratégiques de Paris et de sa banlieue occupés par les Allemands. Le nombre d’hommes et les armes en présence furent scrupuleusement notés ainsi que les rues où étaient construites des barricades. Ces renseignements furent communiqués aux résistants et aux alliés entrant dans la capitale.

#### La distribution deL’Information officielle des armées de la République
Frédéric Curie, franc-maçon depuis 1935 fait partie du groupe de résistance Patriam Recuperare principalement composé de francs-maçons.
Il côtoie également Pierre Favreau dit docteur Pierre, éminent franc-maçon, qui édite le 20 août 1944, 180 000 exemplaires du premier journal de la presse parisienne libérée : L’Information officielle des armées de la République.
Le 20 août 1944 au soir et le 21 août 1944, ces « 180 000 exemplaires furent diffusés en plaine bataille (…) par les soins des sapeurs-pompiers engagés dans le combat »

#### Liaisons avec les alliés
Le réseau Sécurité parisienne permit à Pierre Favreau de traverser à plusieurs reprises les lignes allemandes. Le 22 août 1944, tout d’abord « pour hâter l’arrivée des troupes américaines » puis le lendemain en compagnie entre autres du sergent Pierre Lemaire, de la 4e compagnie de Sécurité parisienne « pour aller rejoindre le général de Gaulle à Rambouillet et faire obtenir l’avance accélérée de la Division Leclerc »

## Après la guerre
Le groupe Sécurité parisienne sera reconnu par le Conseil national de la Résistance (CNR), au sortir de la Seconde Guerre mondiale, comme membre du Mouvement combattant de Résistance (MCR), dirigé par Pierre Favreau. Frédéric Curie deviendra même l’un des vice-présidents du MCR, aux côtés du médecin-général Arène, directeur du Service de santé de la région de Paris, et de Jean Le Guen.

## Les principaux membres
- René Blanc, premier officier recruté par Frédéric Curie.
- Charles Camus, qui deviendra, le 20 août 1944, le chef de corps du régiment de Sapeurs-Pompiers de Paris.
- René Beltramelli